# Hank Lith
Hank Lith (* 28. März 1939 in Johannesburg; † 1. Januar 2023 ebenda) war ein südafrikanischer Landschaftsarchitekt.

## Leben
Lith besuchte die Durban High School, wo er für seine Leistungen im Wassersport Aufmerksamkeit erregte. Nach seiner Schulzeit begann er an der Universität Stellenbosch ein Bachelor-Studium in Wirtschaftswissenschaften (B.Com) und wechselte an der Universität zum Fach Jura. Im weiteren Verlauf setzte er an der University of Oxford seine Studien in Politik- und Wirtschaftswissenschaften fort.
1965 kehrte er nach Südafrika zurück. Hier sammelte er als Assistent von Harry Oppenheimer erste berufliche Erfahrungen. Während dieser Zeit entwickelten sich bei ihm weitere Interessen. Daher trug er sich an der Universität Pretoria als Student in den Studiengang Landschaftsarchitektur ein.
Nach seiner Ausbildung war er u. a. bei der Behörde Transvaal Nature Conservation sowie in den Stadtverwaltungen von Sandton und Kapstadt tätig. Zudem übernahm Lith die Funktion als Treuhänder (Trustee) für das Denkmalgebiet Vergelegen Estate in Kapstadt.
Als Mitarbeiter der Kommunalverwaltung Kapstadt befasste er sich mit ökologischen Gestaltungsaufgaben in innerstädtischen Freiräumen. Beispielsweise trug er maßgeblich dazu bei, dass in den Straßen von Kapstadt tausende Bäume gepflanzt wurden.

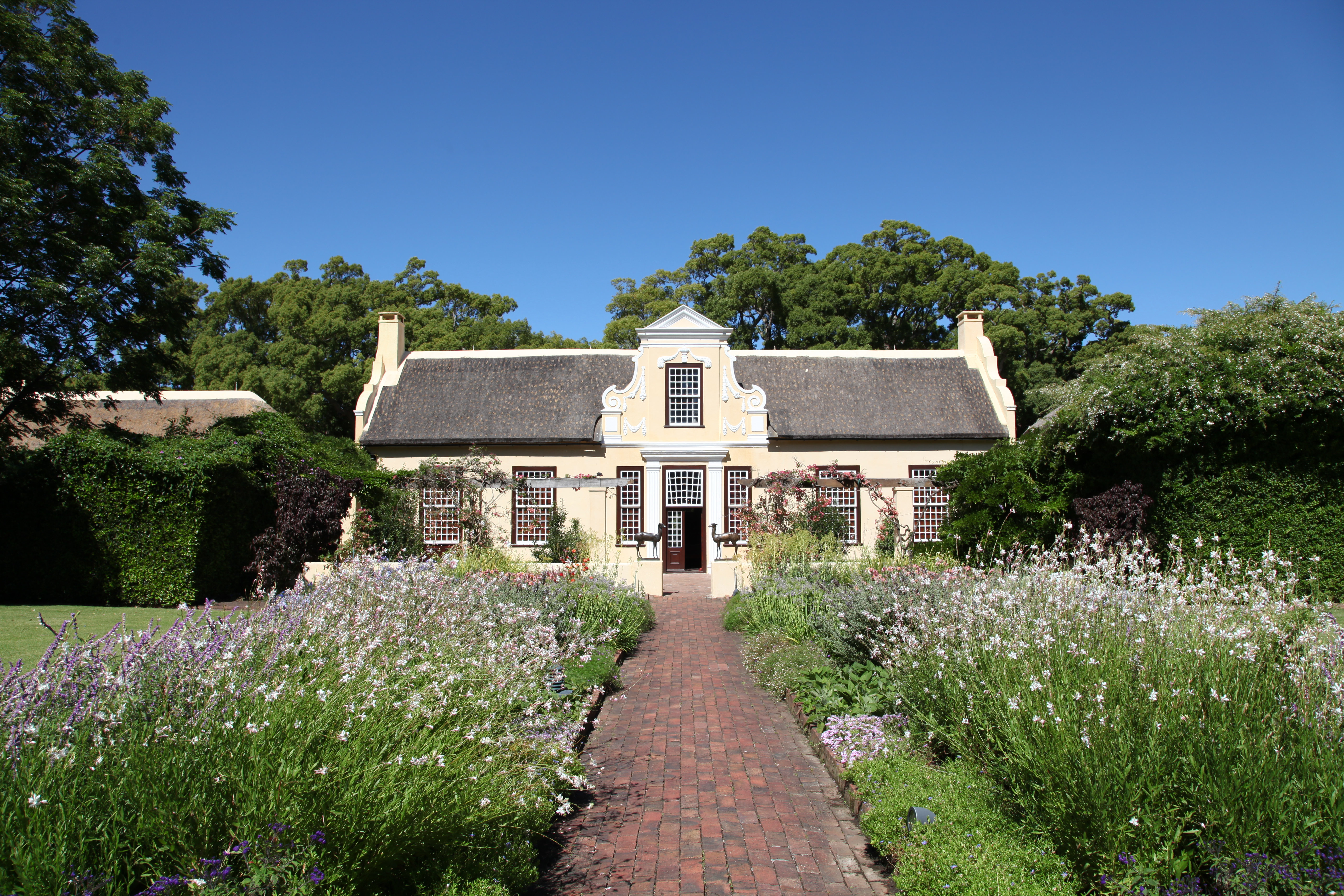
Bibliotheksgebäude des Anwesens Vergelegen in Somerset West, erbaut 1701 von der VOC

Nach seiner Pensionierung bewegten ihn diese Themen weiter und er übernahm in der Zivilgesellschaft projektentwicklerische Aufgaben. Sein vermutlich umfangreichstes Engagement in diesem Rahmen war die Revitalisierung des Arboretums und Parkanlage Arderne Gardens in Kapstadt. Seit 2014 war er aktives Mitglied des Fördervereins Friends of the Arderne Gardens (FOTAG). Für das Arboretum sammelte er Spenden, hielt am Samstagmorgen Führungen in diesem Gelände ab, lieferte Konzepte zur Erhaltung und publizierte Forschungsergebnisse zu dessen Geschichte. Auf dem Gebiet der Landschaftsplanung hatte er im Verlaufe seines Berufslebens zahlreiche Erfahrungen sammeln können, indem er an mehreren Projekten geschützter Landschaftsräume in Südafrika in maßgeblichen Funktionen mitgewirkt hatte. Als herausragendes Beispiel dafür kann das Vergelegen Wine Estate in Somerset West gelten, eine kleine und historisch vom Weinbau geprägte Stadtregion, von der Teilbereiche unter Denkmal- und Landschaftsschutz stehen.
Hank Lith starb an einem Herzleiden bei einem Besuch von Freunden in Johannesburg.

## Persönliches
Lith lebte in Kapstadt in einer grünen Umgebung des Stadtteils Newlands. Hier führte er bei Gelegenheit Studenten durch seinen gestalteten Garten. In seinem persönlichen Lebensumfeld befasste er sich mit einer Sammlung  von Skulpturen und anderen Kunstobjekten, die ein Zeugnis von seiner starken, lebenslangen Hinwendung zu Detailfragen und ästhetischen Kategorien ablegen.
Während der Studienzeit in Pretoria lernte Hank Lith seinen Lebenspartner Rod Clayton kennen. Beide gingen für 49 Jahre einen gemeinsamen Weg.

## Schriften
- The Arderne Gardens. 1. Teil. In: Cabo (Journal of the Historical Society of Cape Town), Vol. 2018, Nr. 1, S. 7–18.
- The Arderne Gardens. 2. Teil. In: Cabo (Journal of the Historical Society of Cape Town), Vol. 2019, Nr. 1, S. 34–43.
- The Arderne Gardens. 3. Teil. In: Cabo (Journal of the Historical Society of Cape Town), Vol. 2020, Nr. 1, S. 73–86.